# Hemigraphis sordida
Hemigraphis sordida är en akantusväxtart som beskrevs av Karl Moritz Schumann. Hemigraphis sordida ingår i släktet Hemigraphis och familjen akantusväxter. Inga underarter finns listade i Catalogue of Life.